# R. Arokiaraj
R. Arokiaraj är en carromspelare från Chennai, Tamil Nadu, Indien. Han har vunnit många internationella och nationella carromtävlingar. 

## Internationell meritlista
- Vinnare av dubbeltiteln i det första världsmästerskapet i Carrom, i New Delhi, Indien (1991).
- 2:a i singeltiteln i det första världsmästerskapet i Carrom, i New Delhi, Indien (1991).
- Vinnare av singeltiteln i First International Triangular Invitation Carrom Tournament, i Malé, Maldiverna.
- 2:a i singeltiteln, i det andra världsmästerskapen i Carrom, som gick i Colombo, Sri Lanka (1995).
- 2:a i dubbeltiteln (med A. Maria Irudayam), i det andra världsmästerskapen i Carrom, som gick i Colombo, Sri Lanka.
- Medlem i det indiska landslaget som vann lagdelen i det andra världsmästerskapen i Carrom, som gick i Colombo, Sri Lanka.
- Vinnare av singeltiteln i First Malaysian Open International Carrom Tournament (1999), som gick i Kuala Lumpur, Malaysia.
- Vinnare av mixad dubbel-titeln (med G. Revathay), i fjärde SAARC Carrom-Mästerskapen (2000), i Malé, Maldiverna.
- 2:a i singeltiteln, i fjärde SAARC Carrom-Mästerskapen (2000), i Malé, Maldiverna.
- Medlem i laget som vann lagdelen i fjärde SAARC Carrom-Mästerskapen (2000), i Malé, Maldiverna.